# Vårbredvecklare
Vårbredvecklare (Philedonides lunana) är en fjärilsart som beskrevs av Carl Peter Thunberg 1774. Vårbredvecklare ingår i släktet Philedonides och familjen vecklare. Arten är reproducerande i Sverige. Inga underarter finns listade i Catalogue of Life.